# Attalea cohune
Attalea cohune är en enhjärtbladig växtart som beskrevs av Carl Friedrich Philipp von Martius. Attalea cohune ingår i släktet Attalea och familjen Arecaceae. Inga underarter finns listade i Catalogue of Life.

## Bildgalleri

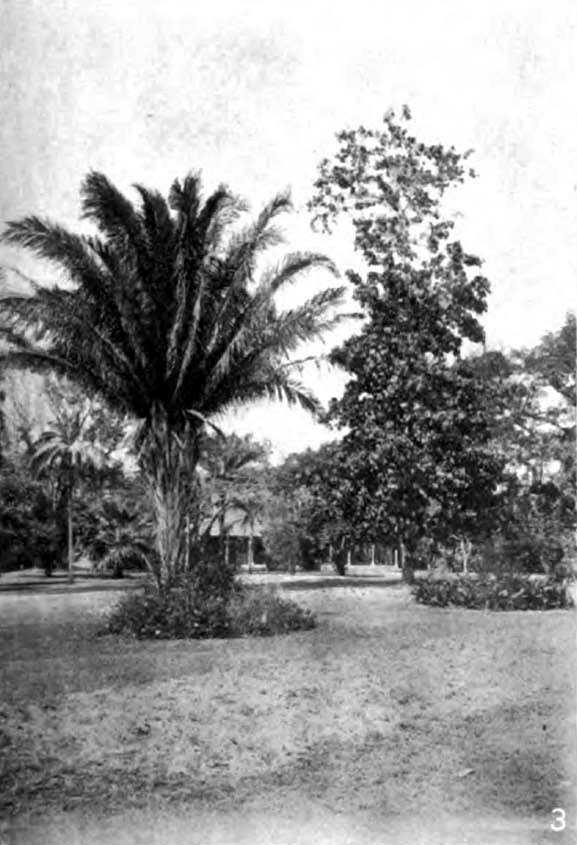